# フェリーノ
フェリーノ（伊: Felino）は、イタリア共和国エミリア＝ロマーニャ州パルマ県にある、人口約9,200人の基礎自治体（コムーネ）。

## 地理

### 位置・広がり

#### 隣接コムーネ
隣接するコムーネは以下の通り。
- カレスターノ
- ランギラーノ
- パルマ
- サーラ・バガンツァ

### 気候分類・地震分類
フェリーノにおけるイタリアの気候分類 (it) および度日は、zona E, 2694 GGである。
また、イタリアの地震リスク階級 (it) では、zona 3 (sismicità bassa) に分類される。

## 行政

### 分離集落
フェリーノには、以下の分離集落（フラツィオーネ）がある。
- Barbiano, Ca' Cotti, Ca' Gialla, Casale, Monticello, Parigi, Poggio, San Michele Gatti, San Michele Tiorre, Sant'Ilario Baganza, Soragnola

## 姉妹都市
- Cumières、フランス